# The Cat
Pour plus de détails, voir Fiche technique et Distribution.
The Cat ou The Cat, les griffes de l'enfer  (hangeul : 고양이: 죽음을 보는 두 개의 눈, RR : Goyangi: Jukeumeul boneun du gaeui nun, littéralement « Le Chat : Les Yeux qui voient la mort ») est un film d'horreur sud-coréen réalisé par Byeon Seung-wook, sorti en 2011.

## Synopsis
Depuis qu'une toiletteuse d'une animalerie a recueilli un chat persan appartenant à un de ses clients décédé, elle est hantée par une petite fille aux yeux félins. Le chat poussant des miaulements plaintifs en même que cette apparition a un rapport avec la mort des personnes proches de la toiletteuse, tuées une par une. Cette dernière se voit la prochaine proie et, en compagnie d'un policier, prend une décision de découvrir l'identité de la fille aux yeux félins…

## Fiche technique
- Titre : The Cat
- Titre original : 고양이: 죽음을 보는 두 개의 눈 (Goyangi: Jukeumeul boneun du gaeui nun)
- Réalisation : Byeon Seung-wook
- Scénario : Jang Yoon-mi
- Décors : Kim Yu-jeong
- Photographie : Lee In-won
- Son : Choi Tea-young
- Montage : Kim Hyeon
- Musique : Lee Joon-dong
- Production : Lee Chang-dong
- Société de production : Pine House Film
- Société de distribution : Next Entertainment World
- Pays d'origine : Corée du Sud
- Langue originale : coréen
- Format : couleur
- Genre : horreur et drame
- Durée : 106 minutes
- Dates de sortie :
  - Corée du Sud : 7 juillet 2011
  - France : 19 septembre 2012 (DVD)

## Distribution
- Park Min-young : So-yeon
- Kim Dong-wuk : Joon-seok
- Kim Ye-ron : Hee-jin
- Shin Da-eun : Bo-hee
- Lee Sang-hee : le vétérinaire
- Jo Seok-hyun : Park Joo-im
- Park Hyun-young : Kim Soon-kyung
- Baek Soo-ryun : la grand-mère démente

## Accueil

### Sorties internationales
The Cat sort le 7 juillet 2011 en Corée du Sud.
Même si ce film a été présenté au Festival international du film fantastique de Gérardmer en fin janvier 2012, il est sorti en France le 19 septembre 2012, sous le titre de The Cat, les griffes de l'enfer en DVD.

### Box-office
| Pays ou région | Box-office      | Date d'arrêt du box-office | Nombre de semaines |
| -------------- | --------------- | -------------------------- | ------------------ |
| Corée du Sud   | 669 099 entrées | 31 juillet 2011            | 4                  |

## Distinctions

### Nominations
- Festival international du film fantastique de Gérardmer 2012 :
  - Grand Prix
  - Prix du Jury
  - Prix du Jury Jeunes de la Région Lorraine
  - Prix de la Critique Internationale
  - Prix du Public
  - Prix du Jury SyFy Universal

- Festival international du film de Milan 2012 : Meilleur monteur